# Dambadschantsagiin Battulga
Dambadschantsagiin Battulga (mongolisch Дамбажанцагийн Баттулга; * 5. Januar 1968) ist ein ehemaliger mongolischer Skilangläufer.
Battulga startete international erstmals bei den Olympischen Winterspielen 1988 in Calgary. Dort belegte er jeweils den 69. Platz über 30 km klassisch und 15 km klassisch und den 60. Rang über 50 km Freistil. Im März 1990 gewann er bei den Winter-Asienspielen in Sapporo die Bronzemedaille mit der Staffel.